# أسلوب كتابة
أسلوب الكتابة    النمط الذي يختاره الكاتب للكتابة لقارئه. ويكشف الأسلوب عن كل من شخصية الكاتب ورأيه، ولكنه يظهر أيضًا كيفية تصور الكاتب أو الكاتبة للجمهور، ويختار مفهوم أسلوب الكتابة والذي يكشف بدوره عن هذه الخيارات التي يمكن أن يغير الكاتب العالم المفاهيم للطابع العام للعمل. ويمكن أن يتم ذلك عن طريق تغيير بسيط للكلمات; البناء النحوي، تحليل النثر، إضفاء الاسلوب، وتنظيم عدد من الأفكار في إطر قابلة للاستخدام.

## القيود

### الوضع والغرض
يحتاج الكاتب إلى تناسب أسلوبه مع الوضع. فعلى سبيل المثال، فإن الشخص نفسه الذي يكتب رسالة إلى القاريء نفسه سوف يستخدم أسلوب مختلف اعتماداً على ما إذا كانت الرسالة هي رسالة شكوى، أو رسالة تعزية، أو رسالة أعمال. ويحتاج المؤلف إلى أن يقرر ما إذا كان الهدف من الكتابة هو الإعلام، أو الإقناع، أو الترفيه.
إن الوضع في الخيال هو الأحداث التي تشكل حبكة الرواية. ويجب أن يمثل الأسلوب تعبير الكاتب الشخصي لهذه الأحداث من ضبط المزاج، وتوجيه القارئ إلى الذاتية، والغير حرفية، وفهم عاطفة الموضوع. فمن الواضح أنه لا يمكنك الرد بنداء عاطفي على رسالة تجارية. فيجب أن يكون الأسلوب واقعي في الأساس، مركز ومختصر ويأخذ الحقائق بعين الاعتبار ولا شيء غيرها. وفي الطريقة التي حددت المعايير مع عدم وجود مجال لامتداد أو في بعض الأحيان يمكنها أن توقع الشخص في التشابك من الناحيتين القانونية والأخلاقية. وهذا ينطبق على جميع الأشكال الأخرى التي تتطلب موضوع معين للتعامل معه فيجب أن تعامل معاملة مناسبة.

## أشكالالجملة
يتحكم الكاتب في كل من كثافة النثر وتوزيعه. فضمن قواعد النحو، يمكن للكاتب أن يرتب الكلمات في نواح كثيرة. ويمكن أن تذكر الجملة المسألة الرئيسية أولاً ثم تعديلها; أو قد تحتوي على لغة إعداد القارئ قبل بيان المسألة الرئيسية.
إن تنوع الاسلوب قد يجنب الرتابة. ولكن في الكتابة الفنية، فإن استخدام الأساليب المختلفة لجعل كلمتين متشابهتين يجعل القارئ متسائلاً عما إذا كان سبب استخدام الاساليب المختلفة هو حمل معنى إضافي.
وقد تتأثر الخيارات الاسلوبية بالثقافة. ففي العصر الحديث، على سبيل المثال، فضلت الجملة الطويلة في جميع وسائل الخطاب. ولكن في العصور الكلاسيكية حصلت الجملة الدورية على تفضيل مساوي أو أعظم، وفي عصر التنوير كانت الجملة المتزنة مفضلة لدى الكتاب.

### الجملة الحرة غير الدقيقة
تبدأ الجملة الحرة وهي الأكثر شيوعا في الاستخدام الحديث بالنقطة الرئيسية (الجملة المستقلة) تليها واحدة أو أكثر من الجمل الفرعية. على سبيل المثال:
رواية «كوخ العم توم» مؤثرة جداً وذلك بسبب أنها تشارك النزعة العاطفية للصلاح الذاتي المشهور في «القطة في القبعة».
جلس القط على السجاد، يهرهر بهدوء، بعد أن لعق مخالبه.
وفقا لفرانسيس كريسنيان:
الجملة الحرة غير المقيدة ميزت الحركة المناهضة للشيشروني في القرن السابع عشر. وبدأت هذه الحركة وفقاً لروبرت الكسندر اس [«الطراز الباروكي في النثر 1929»] مع مونتين وبيكون واستمر مع دون، وبراون، وتايلر، وباسكال. بالنسبة لمونتين، كان فنه فن الطبيعة. أما بالنسبة لباسكال فكانت بلاغته بلاغة تسخر من بلاغة الرسمية، وبالنسبة لبيكون فإنه قدم المعرفة. «البلاغة المعاصرة: هي الخلفية المفاهيمية مع القراءات، صفحة 348»

### الجملة المتكررة
تضع الجملة المتكررة النقطة الرئيسية بشكل عام في المنتصف أو في نهاية الجملة. في الحالة السابقة تعدل الجملة الفرعية النقطة الرئيسية قبل أو بعد موقعها في الجملة وفي الحالة الأخيرة تعدل الجملة الفرعية السابقة النقطة الرئيسية.
تحت ظل حكومة تسجن بغير وجه حق، المكان المناسب للرجل العادل هو أيضًا السجن. (هنري ديفيد ثورو)
ذكر ادامز شيرمان الغرض من هذا القبيل من أشكال الجمل في مؤسسة البلاغة (1897):
إنه ليس فقط من الضروري بأن تختار أقوى الكلمات وأن تكون موجزاً بقدر المستطاع بجانب الإتساق والوضوح لضمان قوة الجملة، بل أيضًا لترتيب الكلمات والعبارات والجمل في ترتيب يوحي بموضع القيادة لما هو أهم ويوجه بالتالي الاهتمام للفكرة الرئيسية.

### الجملة المتوازنة
تتميز الجملة المتوازنة بالهيكل الموازي: وهو جزأين أو أكثر من الجملة لهما نفس الشكل، ويؤكدون على أوجه التشابه والاختلاف.

## النمط
يمكن أن يتعلق النمط باسلوب الكاتب اعتماداً على الطريقة التي يكتب بها الكاتب. النثر الجدلي والتفسيري في موضوع معين يستخدم كثيراً مجموعة من المصطلحات التي عادة ما يتم مناقشة الموضوع بها. وعكس ذلك النثر الروائي والوصفي المفتوح لتشكيلة واسعة من الكلمات. ومع أنه يمكن أن يستشف الاسلوب من النمط، فمن الأفضل أن يدرس النمط بعدد من الأصناف:
- المجردة - الملموسة: هل النمط مادي؟
- العام - الخاص: إلى أي درجة يكون فيها النمط دقيق، أو إلى أي درجة هو غامض؟
- المعنى الدلالي والإيحائي
- الحرفي - المجازي

وهناك سمات أخرى للنمط والتي تتضمن:
- الكثافة
- الطول

## المعنى الإيحائي
يشيير المعنى الإيحائي للكلمة إلى معنى خاص، وهو جزء من معناه المعجمي، والذي يمكن أن ينقل، ويعتمد خصوصاً على الجمهور. وتدل كلمة «كلب» على أي حيوان من فصيلة الكلاب، ولكن يمكن أن يدل بالمضمون على العلاقة التي تربط أحد القراء بالآخر. وقد يعتمد هذا على التعامل الشخصي مع الكلاب، ويمكن للكاتب أن يوفر السياق المناسب لتوجيه تفسير القراء.
قد ينطوي الاستخدام المعتمد للإيحاء على اختيار كلمة لإيصال معنى أبعد من معناه المعجمي، أو على استبدال كلمة بأخرى لها معاني مختلفة. والكلمات المتعددة للكلب لها سلسلة من المعاني الضمنية فيما يتعلق بترويض الكلاب لطاعتهم، أو عمل المتوقع منهم، وربما أيضًا الإدلاء ببيان حول الحالة الاجتماعية لمالكها. حتى المترادفات لها معاني إيحائية مختلفة: رفيع ونحيل ونحيف كل واحدة منهم تنقل صورة مختلفة في ذهن القارئ. فيجب على المؤلف أن يختار المعنى الإيحائي الذي يدعم النمط إيجايباً كان أم سلبياً أو محايد.
يشمل المعنى الإيحائي بالنسبة للكتابة لتعلم أصل الكلمة أو للتدليل على عمل كلاسيكي. ويمكن تفادي جذب الأفكار الغريبة في الكتب المدرسية عندما يكون هناك وعي بالمعنى الإيحائي (مثلاً عند كتابة «كان لنابليون تأثير أكبر من فريدريك العظيم في تاريخ العالم» فهذا يوحي على طبيعة نابليون الجسدية). يجب أن توحي الكلمة في الموسوعات بالقوة والنزاهة، ويجب على المؤلف تجنب الكلمات التي تشير إلى الانحياز مثل الكلمات الازدرائية.

## علامات الترقيم
علامات الترقيم عادة ماتكون موحدة لذا نادراً مانراها عاملاً في أسلوب المؤلف. وذلك ينطبق أيضًا على التغييرات في الإملاء والقواعد بلا سبب أو مسوغ إلا إذا كان هناك هدف لتمثيل لهجة إقليمية أو عرقية في حين أن هذه التغييرات متعارف عليها. ولكن هناك عدد من علامات الترقيم مثل مكان وضع الفاصلة العليا أو كيفية استخدام الفاصلة المنقوطة والتي لا تزال تسبب إحباط وحيرة. وبسبب هذه الشكوك ازدهرت تجارة إنتاج النص خلال السنوات 10-15 الأخيرة.

## الكليشيهات
بعض أنواع الكلام عبارة عن عبارات تصف بإيجاز مفهوم معقد من خلال المعنى الإيحائي. ومع ذلك، يتم استخدام بعض هذه العبارات في كثير من الأحيان بحيث تكون قد فقدت جديتها، وصدقها، وربما معناها. ويشار إليها باستخفاف كالكليشيهات (التعبير المأثور) أو البروميد (عبارة مبتذلة). فإذا كان التعبير المعطى قد وقع في هذه الفئة فهو يعتبر مسألة رأي. فالقاريء الذي يعرف - أو هو جزء من - القراء المستهدفين قد يكون له رأي قوي بأن رأي واحد أو رأي بديل آخر يبدو أنه مكتوب بشكل أفضل.
وتعد الكليشيهات أحيانا من علامات ضعف الكتابة وخلوها من الحيوية والتجديد